# Donkere berkenmineermot
De donkere berkenmineermot (Stigmella confusella) is een vlinder uit de familie dwergmineermotten (Nepticulidae). De wetenschappelijke naam is voor het eerst geldig gepubliceerd in 1894 door Wood & Walsingham.
De soort komt voor in Europa.